# デニス・オンソム
デニス・モクア・オンソム（Dennis Mokua Onsomu, 1980年5月9日 - ）は、ケニアの元男子バレーボール選手。元ケニア代表。

## 来歴
マコンゴ高校を卒業後、ケニア国内のプリズンズでのプレーを経て、2007年11月に日本の大分三好ヴァイセアドラーへ移籍。Vプレミアリーグ昇格後の大分三好の2人目のケニア人選手オポジットとして2シーズンプレーした。
2009年11月、ケニアで所属するプリズンズと大分三好との間で契約更新の合意が得られず退団。後任のオポジットにジェームス・オンテレが入団した。
2004年からケニア代表を務め、2007年アフリカ選手権、2010年世界選手権大陸予選に出場した。
2016年に現役引退し、プリズンズのコーチに就任した。
2023年、プリズンズの監督に就任した。

## 所属クラブ
- ケニア・プリズンズ
- 大分三好ヴァイセアドラー （2007-2009年）
- ケニア・プリズンズ （2009-2016年）